# Leucadendron gandogeri
Leucadendron gandogeri là một loài thực vật có hoa trong họ Quắn hoa. Loài này được Schinz ex Gand. miêu tả khoa học đầu tiên năm 1913.